# Dubiaranea similis
Dubiaranea similis là một loài nhện trong họ Linyphiidae. Loài này được phát hiện ở Chile.